# Guilielmus Munninckx
Guilielmus Munninckx, né en 1593 et mort en 1652, est un compositeur baroque anversois.

## Biographie
Guilielmus Munninckx, organiste de l'église Saint-André d'Anvers, avait des liens tant personnels que d'affaires avec les Duarte, une famille judéo-flamande d'origine séfarade.  Des Duarte, il fut sans doute le professeur de musique des enfants, y compris de Leonora, qui deviendra une chanteuse accomplie.
Il compte parmi les principaux compositeurs de cantiones natalitiæ (chants de Noël) de la première moitié du XVIIe siècle.

## Ressources

### Sources
- (en + fr) Paul Becquart et Henri Vanhulst, Musique des Pays-Bas anciens : musique espagnole ancienne, Louvain, In Aedibus Peeters, 1988, p. 188  (ISBN 978-90-683-1105-1) (Actes du Colloque musicologique international, Bruxelles, 28 et 29 octobre 1985; 3).
- Marc Honegger, Frédéric Meyer et Paul Prévost, La Musique et le Rite sacré et profane : actes du XIIIe Congrès de la Société internationale de musicologie, Strasbourg, 29 août-3 septembre 1982, vol. 13, Ire partie, Strasbourg, Presses universitaires de Strasbourg, 1986, p. 29.
- (en) Ben Van Beneden et Nora De Poorter, Royalist refugees: William and Margaret Cavendish in the Rubens House, 1648-1660, Anvers, Rubenshuis & Rubenianum, 2006, p. 210  (ISBN 978-90-858-6014-3).

### Discographie
- Cantiones Natalitiæ : kerstliederen uit de tijd van Rubens, Camerata Trajectina, Castricum, Globe, 1995, CD, GLO 6033 (O quam amabilis es bone Jesu de Munninckx).
- Winter and beyond. Christmas/Winter 2007/8, auto-édition, 2007, CD (O soeten nacht, seer langh verwacht de Munninckx).